# Kappla källa
Kappla källa är en kapellruin och källa belägen cirka åtta kilometer nordväst om Nyköping. Kapellet har bestått av ett cirka 12x17 meter stort rektangulärt rum – kanske ett medeltida gårdskapell. 
Källan, som även kallats Kapella eller Lapella, är på sidorna klädd med 15 cm grova stockbitar.